# Juan Luis Cipriani Thorne
Juan Luis Cipriani Thorne (Lima, 28 december 1943) is een Peruviaanse kardinaal van de Rooms-Katholieke Kerk en lid van het Opus Dei.
Cipriani was leerling aan het Colegio Santa Maria Marianistas, een katholieke school. Hij studeerde industrial engineering op de Universidad Nacional de Ingeniería te Lima.
Na gewerkt te hebben als ingenieur werd Cipriani op 21 augustus 1977 priester gewijd en hij volgde een doctoraalstudie in theologie aan de universiteit van Navarra in Pamplona. Hij heeft enige tijd pastoraal werk verricht in Lima en gaf les aan de Pontificale Faculteit van Theologie. Later was hij regionaal vicaris voor Peru en plaatsvervangend Rector magnificus aan de Universiteit van Piura.
Op 23 mei 1988 werd Cipriani benoemd tot hulpbisschop van Ayacucho en tot titulair bisschop van Turuzi; zijn  bisschopswijding vond plaats op 3 juli 1988. Op 13 mei 1995 volgde zijn benoeming tot aartsbisschop van Ayacucho. Hij werd op 9 januari 1999 benoemd tot aartsbisschop van Lima.
Cipriani werd tijdens het consistorie van 21 februari 2001 kardinaal gecreëerd. Hij kreeg de rang van kardinaal-priester. Zijn titelkerk werd de San Camillo de Lellis. Cripriani is een van de twee kardinalen die lid zijn van Opus Dei (de ander is Julian Herranz Casado).
Cripriani ging op 25 januari 2019 met emeritaat. Op 28 december 2023 verloor hij - in verband met het bereiken van de 80-jarige leeftijd - het recht om deel te nemen aan een toekomstig conclaaf. 

## Houding ten opzichte van mensenrechten
De commissie voor 'Waarheid en Verzoening' na de conflicten in Peru tussen de overheid en het communistische Lichtend Pad kwam to de conclusie dat de Cipriani gefaald had inzake mensenrechtenschendingen. In het rapport is een citaat van hem te vinden, waar hij stelt dat de mensenrechtenorganisaties in Peru "dekmantels [waren] voor politieke bewegingen, bijna altijd van het marxistische en maoïstische type." Deze houding werd niet gedeeld door de rest van de bisschoppen.
- Biblioteca Nacional de España: XX1367536
- Gemeinsame Normdatei: 143582585
- International Standard Name Identifier: 0000 0000 7824 2588
- Library of Congress Control Number: n2008038415
- Virtual International Authority File: 87134116
- WorldCat: E39PBJptXGvXR9dGhHTmCmwjYP

1. ↑  Final Report, Peruvian Truth and Reconciliation Commission (PDF), p. 414